# Tabulé
El tabulé (forma indicada por la rae) o tabbūle (en árabe: تَبُّولَة‎) es una ensalada típica de la cocina shami o levantina, que consiste en perejil cortado finamente, bulgur cocido y otros ingredientes. Es uno de los más tradicionales aperitivos del mezze, pequeños platos servidos en conjunto.
Se trata de un sencillo plato frío consumido principalmente durante los calurosos meses de verano, y es una de las preparaciones culinarias árabes de mayor proyección internacional. También es conocido en Chipre y en Armenia. En el Líbano es considerado plato nacional y obtuvo en 2001 su «Día Nacional», siendo el primer sábado de julio.

## Terminología
El nombre quiere decir «[ensalada] especiada (o) sazonada», ya que proviene de la raíz semítica T-B-L (ت ب ل), que quiere decir 'condimento, especia'. También se ha transcrito como tabouleh, tabboulé, tabbouleh o taboule según la transcripción. 
La voz árabe tabbūle es llana, por lo que originalmente no se pronuncia «tabulé». Además, la sílaba tónica se forma de una doble be o be alargada (afi: /tabˈbuːle/). La forma española tabulé ha llegado a través del idioma francés taboulé, lo que explica su pronunciación aguda. Sin embargo, cabe decir que en francés, las tildes no indican la acentuación sino el fonema, que en este caso es /e/ en vez de /ɛ/. 

## Descripción
Antes de la introducción del tomate en la región geográfica del Sham, el tabulé se componía de abundante perejil picado, menta fresca, cebolla blanca, un poco de bulgur moreno, jugo de limón, aceite de oliva y sal. El perejil usado es el de hoja plana, no el rizado. El bulgur son granos de trigo partidos y sancochados, que se venden secos en paquetes, como el arroz o el cuscús. Los ingredientes del tabulé  se encontraban en huertos de ricos y pobres por igual, de ahí su popularidad. A veces la ensalada se sirve con hojas enteras de lechuga que hacen las veces de cuchara, o a veces col blanca u hojas de parra frescas.
Paulatinamente y a medida que se internacionalizó la receta, el contenido de perejil del tabulé  ha ido reduciéndose, y sustituyéndose por más bulgur. La principal motivación es económica, ya que el bulgur es un producto más barato, y picar finamente el perejil es una tarea laboriosa. Sin embargo, estas ensaladas menos verdes contienen también menos aporte nutricional.

### Variantes
Recetas con predominio del perejil:

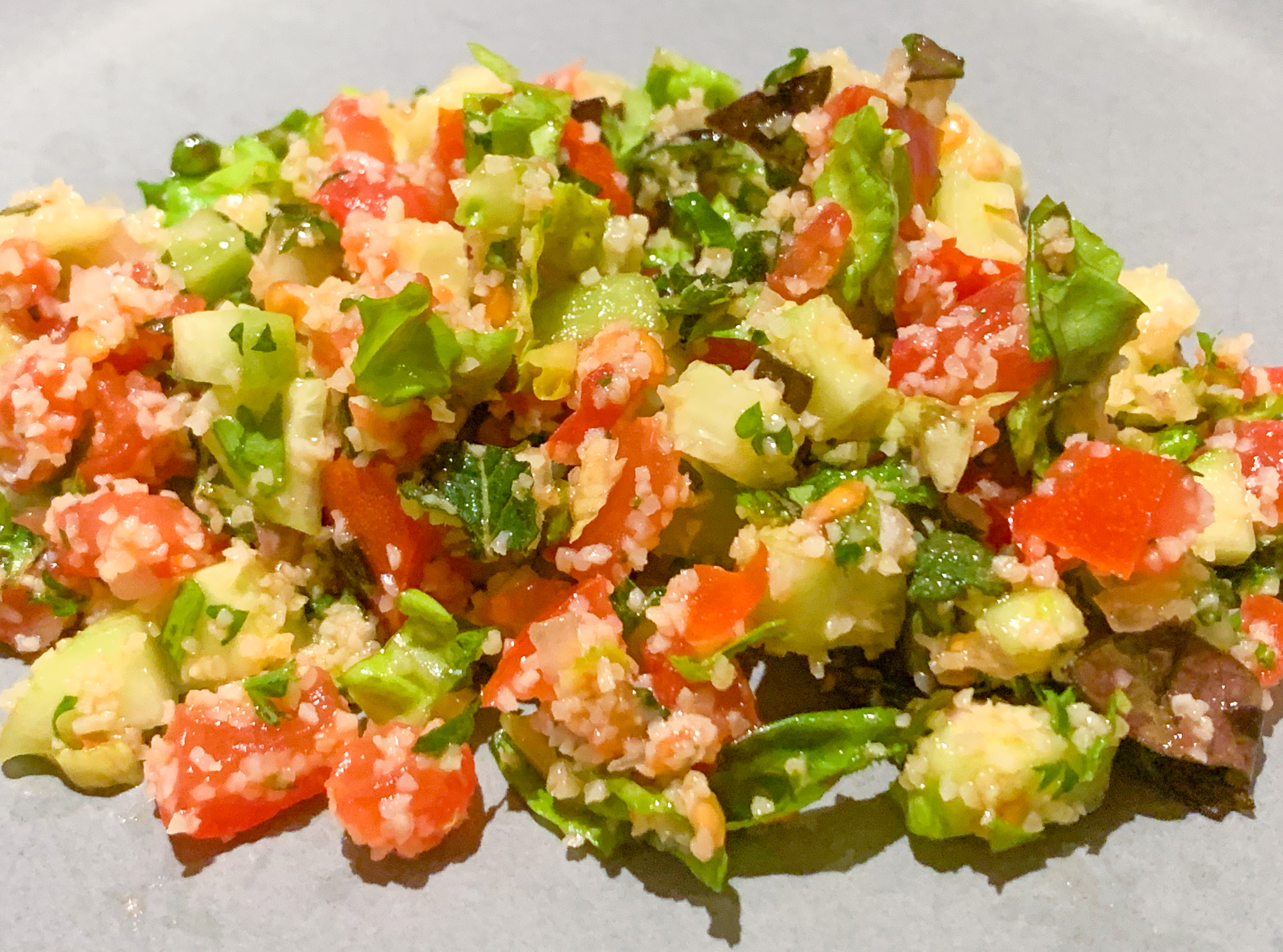
Tabulé armenio (Թաբուլե)

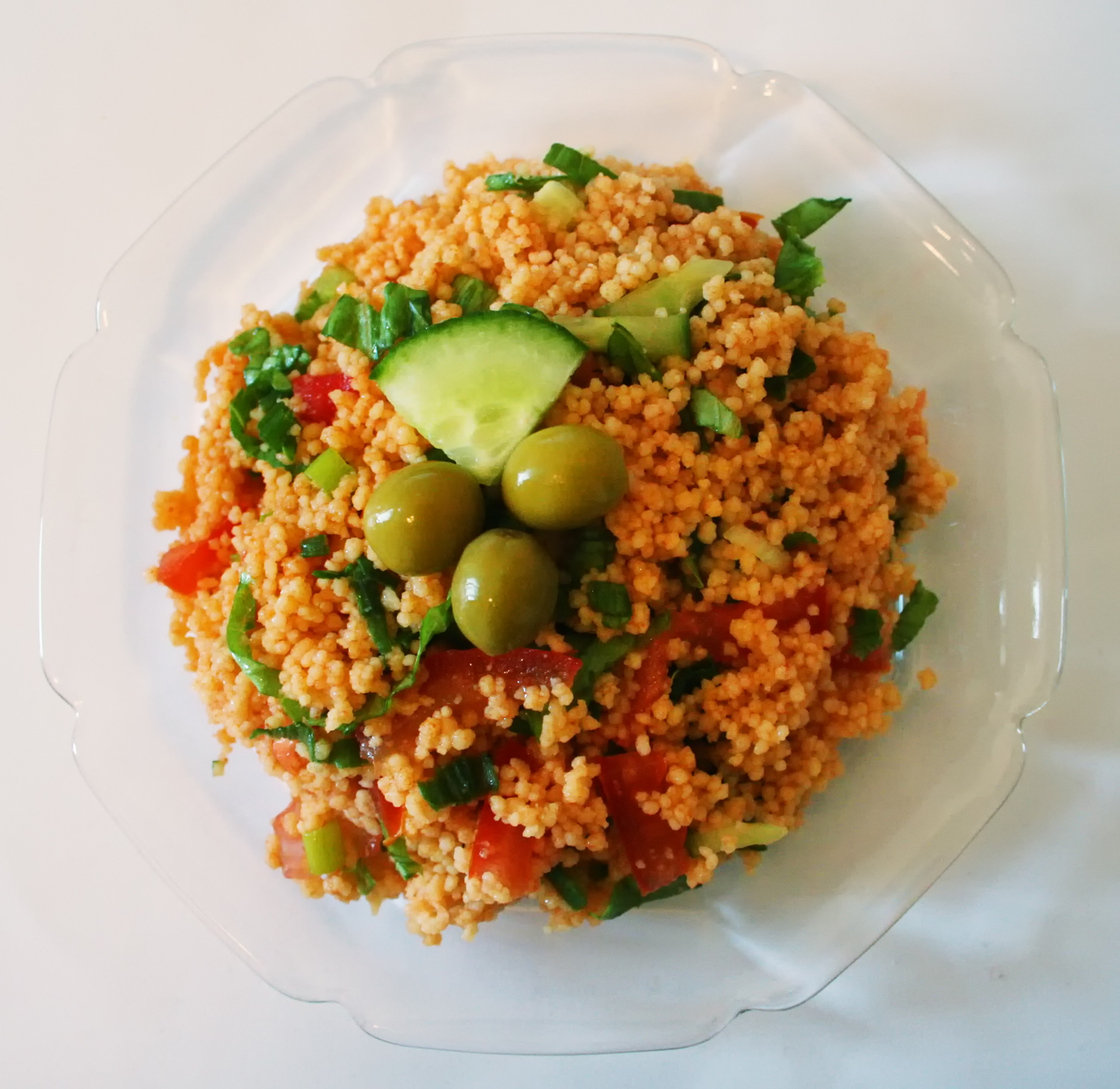
Kısır turco

- el tabulé clásico del Líbano y Siria se compone principalmente de perejil muy alimonado, muy poco bulgur (trigo integral) fino y marrón, tomates, pimientos y cebollas. En ciertas ocasiones, se puede servir un tabulé más suave sazonado con zumaque (sumac) y melaza de granada (dibs rummān) en lugar de limón;
- el tabulé de Armenia es muy similar pero incorpora lechuga;
- en la receta de Palestina se añade un pepino picado;
- siguiendo las variaciones nacionales, el tabulé también se prepara con más cebollas y aceitunas, a veces agregando otras especias como la canela.

Recetas con predominio del bulgur:
- el kısır (o qisir) es la versión tradicional de Turquía, que se hace principalmente con bulgur, perejil, ajo y pasta de tomate;
- en Marruecos, se prepara la versión magrebí del tabulé, que sustituye el bulgur por cuscús, una variedad más amplia de ingredientes (zanahorias, pimientos, pasas, garbanzos o almendras) y se distingue por el aroma del azafrán.[4]
- en Francia, el taboulé à l'orientale es similar a una ensalada de cuscús, que es una receta traída por inmigrantes magrebíes. La receta incluye tomates, jugo de limón, aceite de oliva, pasas y hojas de menta fresca.